# Cuniculus silvagarciae
Cuniculus silvagarciae és una espècie de mamífer rosegador de la família dels cunicúlids. És endèmica de la conca del riu Aripuanã (Brasil). Té una llargada de cap a gropa de 750 mm. Pesa entre 12 i 15 kg i té el pelatge de color marró-taronja llampant. Es creu que divergí de la paca de plana (C. paca) fa aproximadament 10 milions d'anys. L'espècie fou anomenada en honor d'Antonia Vivian Silva Garcia, l'esposa de l'autor Marc van Roosmalen.